# Physische Geographie Galiziens
Dieser Artikel beschreibt die Physische Geographie von Galizien, einem früheren Kronland der österreichisch-ungarischen Donaumonarchie.

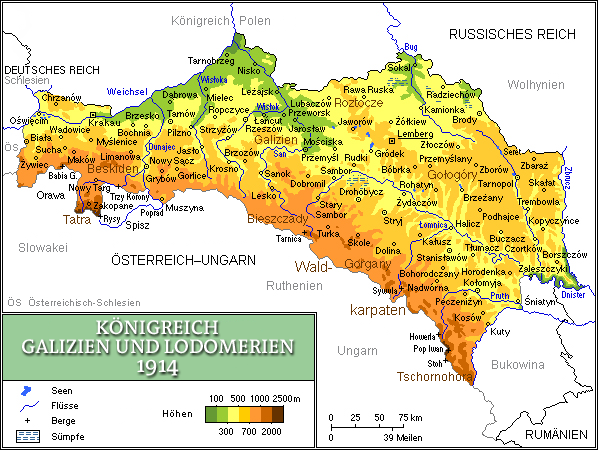
Königreich Galizien 1846–1918

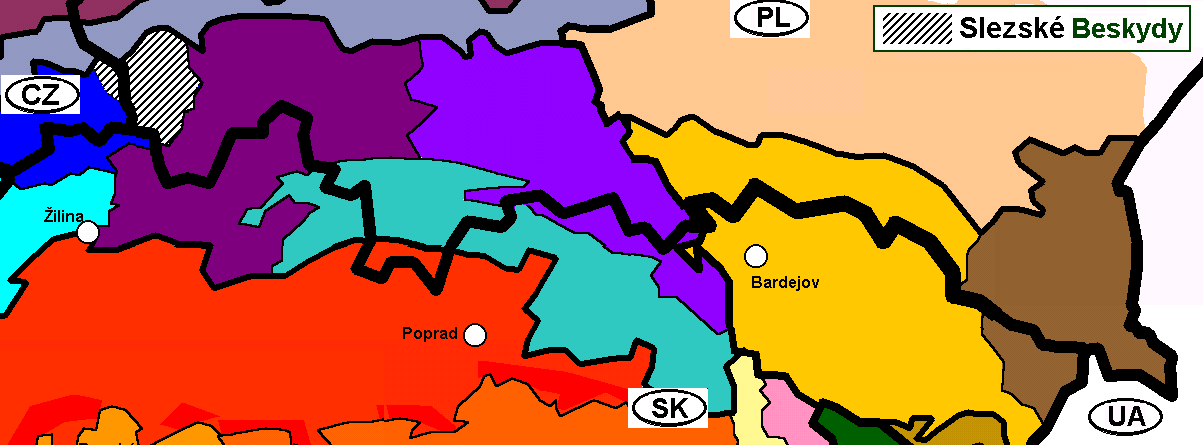
Geomorphologische Einteilung Polens im westlichen Galizien

## Territoriale Einordnung

### Administrative Einheiten
Das Territorium Galiziens (in den Grenzen des Kronlands 1914) bedeckt heute:
- in Polen
  - Woiwodschaft Schlesien (nur Zywiec, Biala)
  - Woiwodschaft Kleinpolen (außer Miechów, Olkusz)
  - Woiwodschaft Karpatenvorland

- in der Ukraine
  - Oblast Lwiw (Lemberg)
  - Oblast Iwano-Frankiwsk (Stanislau)
  - Oblast Ternopil (Tarnopol)

### Geomorphologische Einheiten

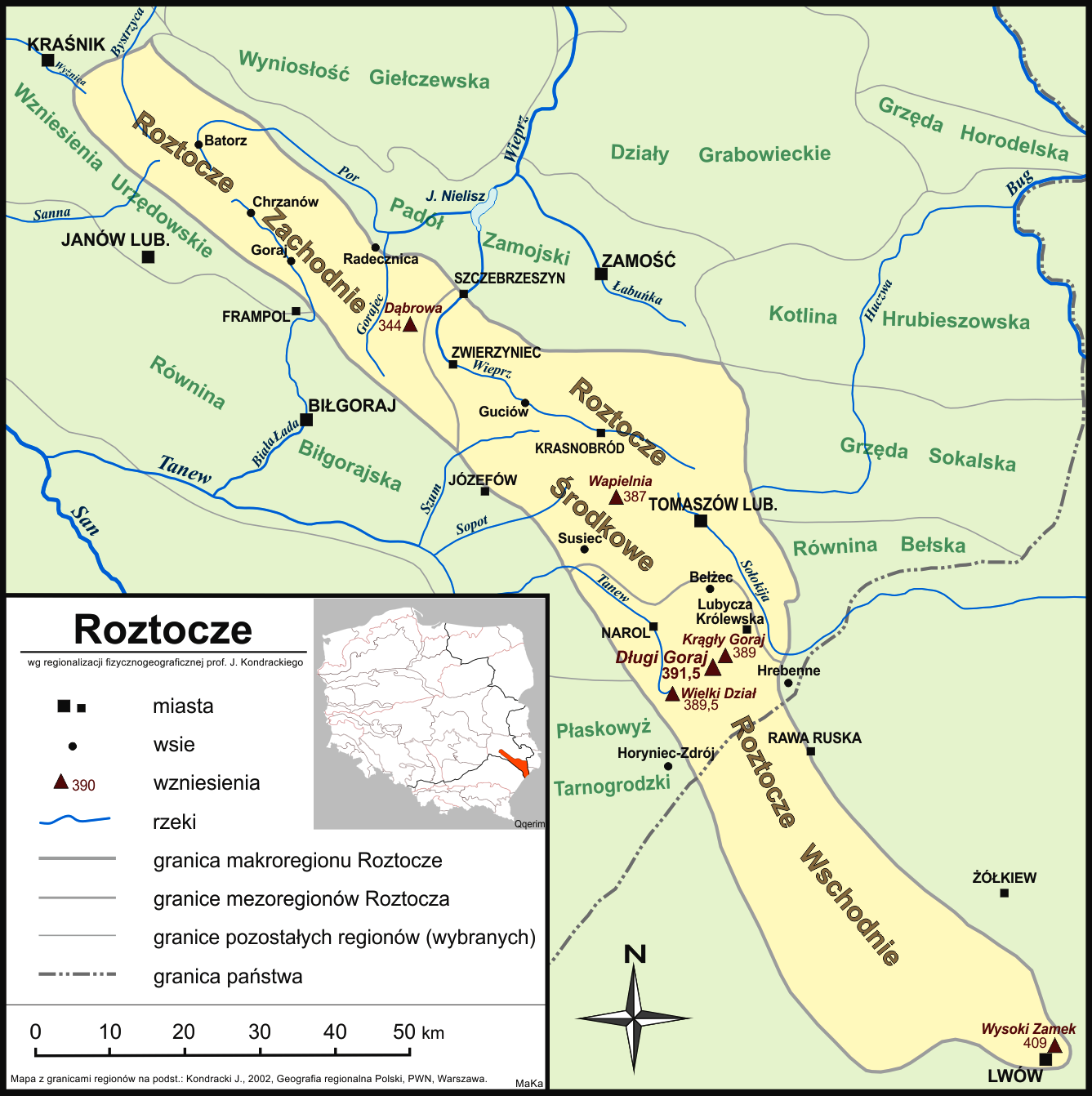
Karte des Höhenzugs Roztocze/Розточчя

- Karpatenvorland

- Podolische Platte
  - Roztocze
  - Holohory (pl. Gołogóry)

## Hauptkomponenten
Hauptkomponenten der Physischen Geographie sind Geologie, Geomorphologie, Bodenkunde, Hydrographie, Klimatologie, Biogeographie.

### Hydrographie
Galizien wird von vielen Flüssen und deren Seitenarmen im Oberlauf durchzogen, die im weiteren Verlauf außerhalb des Landes zum Teil zu großen Strömen anwachsen. Der Nordrand der Beskiden und Waldkarpaten ist Quellgebiet für Weichsel, San, Dnister, Pruth und Sereth, der in Galizien liegende Teil der Podolischen Hochebene für Westlichen und Südlichen Bug. Im Nordosten bei Brody ist das Quellgebiet des Styr zu finden.
Außer den in den Karpaten gelegenen Meeraugen findet man in Galizien keine Seen. Allerdings gab es ausdehnte Fischteiche, die in der Mitte des 18. Jahrhunderts eine Fläche von annähernd 550 Quadratkilometer ausmachten.

### Geomorphologie / Geologie
Beherrschendes Merkmal der Landschaft Galiziens ist der westliche Teil der Karpaten, die Beskiden. Am geologischen Aufbau dieses Gebirges sind weiche Sandsteine, Tonschiefer und Mergel beteiligt.
Die Westbeskiden reichen bis zum Dunajec und haben im Babia Góra ihren höchsten Gipfel mit 1726 m.
Die Ostbeskiden werden vom Oberlauf des San in einen niedrigeren und einen höheren Zug geteilt. Der westliche Teil der Ostbeskiden ist waldärmer, aber reich an Heilbädern und Kurorten.
Eine besondere Stellung in den Karpaten nimmt die etwa 60 km ausgedehnte Hohe Tatra ein, die wesentlich höher als der übrige Gebirgszug ist. Die geologisch ältere Tatra ist weitgehend aus Granit gebildet, der der Erosion besser standgehalten hat. So erreicht die beständig von Schnee bedeckte „Gerlachspitze“ 2663 m. In den Eiszeiten war auch die Tatra stark vergletschert; Zeugen dessen sind die vielen Meeraugen – kleine, sehr tiefe Wasser ohne Abfluss. Am Fuß der steil abfallenden Nordwand der Tatra liegt die Landschaft Podhale, eine kaum 600 m hohe Fläche, mit dem bekannten Kur- und Wintersportort Zakopane als ihrem Mittelpunkt.
Das am Nordabhang der Karpaten liegende Bergland setzt sich aus dem gleichen Gestein, wie die Karpaten selbst zusammen, jedoch haben wiederholte Meeresbildungen in diesem Bereich zu mannigfaltigen Ablagerungen geführt, so dass sich hier reiche Bodenschätze, wie Salz, Erdöl, Erdgas und Asphalt (Boryslaw und Krosno) finden. Zwischen San und Dnister erreicht das vorkarpatische Bergland seine größte Ausdehnung und schiebt sich bis gegen Lemberg vor. Zahlreiche Schotter- und Geröllablagerungen markieren vorzeitliche Flussläufe. In der Eiszeit bezog der Dnjestr sein Wasser zum Teil aus dem heutigen Quellgebiet der Weichsel. Als Relikt dieses alten Einzugsgebietes findet man heute mit dem Bach Wisznia die seltene Erscheinung der Bifurkation, der Bach teilt sich nämlich und führt sein Wasser in dem einen Arm der Weichsel zu, die in die Ostsee fließt, mit dem anderen Arm dem Dnjestr, der in das Schwarze Meer entwässert.
Das vorkarpatische Bergland reicht im Norden ungefähr bis zur Bahnstrecke Krakau–Lemberg und fällt dort in einem etwa 100 m hohen Abhang zur vorkarpatischen Tiefebene ab. Ihr westlicher Teil, die Weichselebene, reicht von Krakau bis Przemyśl und ist im Weichsel-San-Dreieck am breitesten. Sandige Ablagerungen aus der Eiszeit haben diesen Teil Galiziens zu einer unfruchtbaren, z. T. mit Kiefernwäldern bedeckten Landschaft gemacht.
Die Dnisterebene ist auf das enge Flusstal beschränkt, das etwa 60 km südwestlich von Lemberg zu einem großen Sumpfgebiet wird. Weiter nach Osten schneidet sich der Dnister jedoch immer tiefer ein, um schließlich in canyonartigen Schluchten mit bis zu 200 m hohen Steilwänden dahinzufließen. Die tiefen Schluchten des Dnister und seiner linken Zuflüsse sind nicht mehr Kennzeichen des Karpatenvorlands, sondern gehören schon zur Podolischen Platte, die über die frühere russische Grenze nach Galizien hereinragt. Dieses 300 bis 400 m hohe, mit Löß bedeckte Tafelland ist ein hervorragendes Anbaugebiet für Weizen und Mais.
Das südlich davon zwischen Dnister und Pruth gelegene Pokutien ist ein Ausläufer der Bessarabischen Platte. Die verkarstete Landschaft ist durch zahlreiche Dolinen und unterirdische Wasserläufe mit vielen (Gips-)Tropfsteinhöhlen gekennzeichnet.
Von Norden her, von Lublin kommend, ragt schließlich noch mit seinen Ausläufern der Rücken des Roztocze ins Land bis nach Lemberg. Östlich von ihm, bis etwa zur podolischen Platte reichen die Ausläufer des wolhynischen Tieflandes.

### Klima
Mit Ausnahme Podoliens überwiegt in Galizien das für die gemäßigte mitteleuropäische Zone typische Meeresklima. Westliche, ozeanische Winde dominieren. Die mittlere Temperatur von Lemberg beträgt in Grad Celsius:
- Januar: - 4,4
- April: + 7,6
- Juli: + 18,7
- Oktober: + 7,8

Podolien aber steht unter dem Einfluss des aus Russland herüberreichenden kontinentalen Klimas. Der Winter ist hier deutlich kälter, der Sommer trockener.